# صاریغ کوتوله شرقی
صاریغ کوتوله شرقی (نام علمی: Cercartetus nanus) نام یک گونه از سرده خوابالوصاریغ‌ها است.